# Idliragijenget
Dans la mythologie inuit, Idliragijenget est la déesse des océans

« Sous le nom d'Idliragijenget (« celle qui dort dans la maison du vent »), elle est la souveraine du monde souterrain, Adlivun. Elle et son père Savirqong occupent les côtés opposés d'une grande maison. Depuis leur apothéose, ils doivent vivre au même endroit mais se tenir à l'écart pour que l'été et l'hiver ne se mélangent pas... Comme sa fille, il n'a qu'un seul œil, la lune. Les morts, saisis par Anguta, y sont transportés. »

— H. Newell Wardle (1900)

« Sedna est la maîtresse d'un des pays où vont les âmes après la mort. Il a été raconté dans la tradition précédente de Sedna et du fulmar qu'elle est descendue dans l'Adlivun ; depuis lors, elle est la maîtresse du pays et lorsqu'elle est invoquée comme telle, elle porte le nom d'Idliragijenget... Elle y vit avec son père, chacun occupant un côté de celui-ci... Comme elle, le père n'a qu'un œil. »

— Franz Boas (1888)